# Les Francomanias
Les Francomanias est un festival de chanson francophone qui se déroule à Bulle, en Suisse, sur 4 jours. 
Après 12 éditions biennales entre 1990 et 2012, le festival devient annuel en 2013. Après l'annulation de l'édition 2015 pour des raisons financières, une autre édition a lieu en septembre 2016.